# Armeleutemalerei

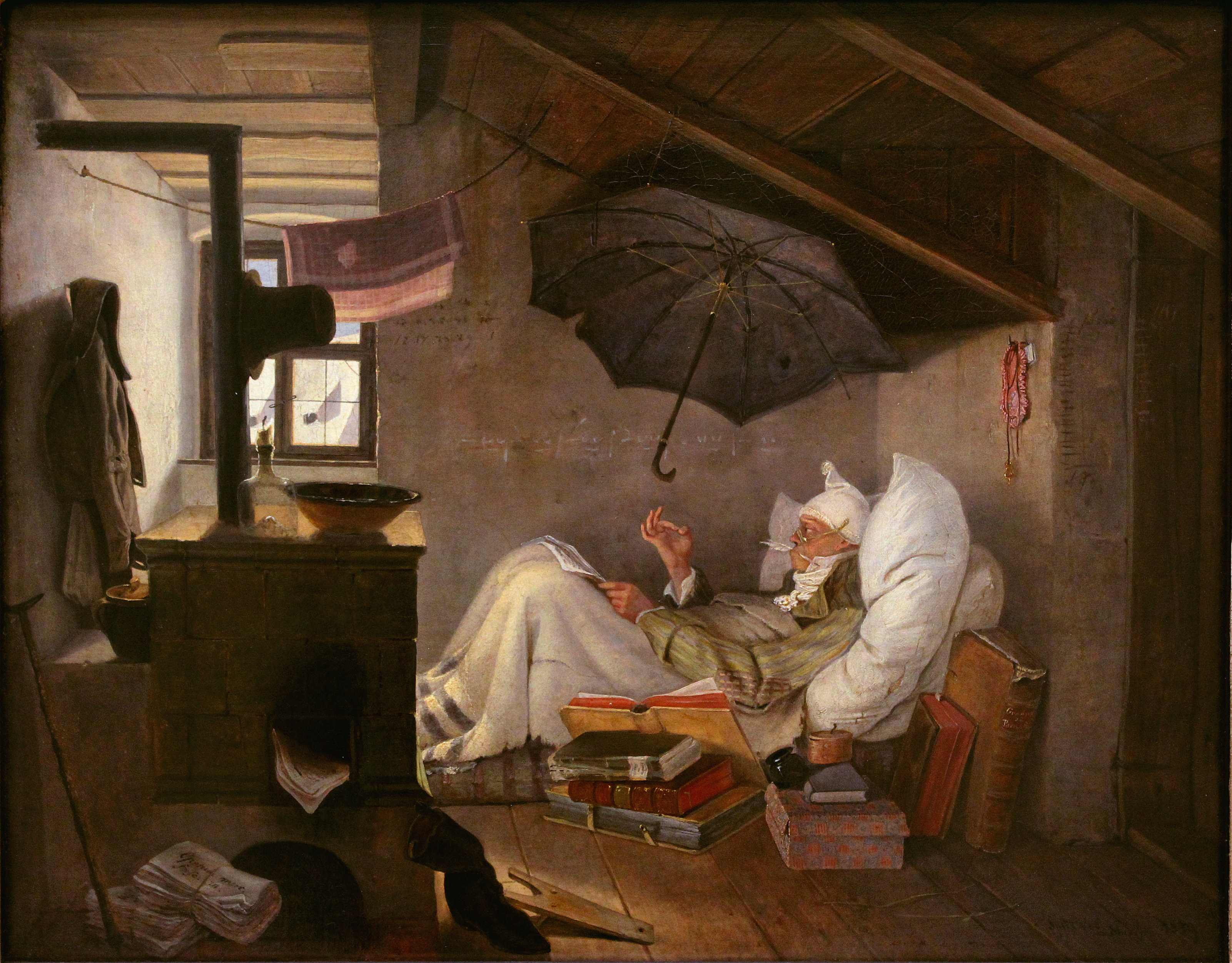
Carl Spitzweg: Der arme Poet

Als Armeleutemalerei wurden im 19. Jahrhundert, verstärkt im letzten Drittel, Gemälde und Grafiken bezeichnet, die Armut und Elend thematisieren. Deutsche Kunstkritiker verwendeten den Begriff ursprünglich polemisch, zum einen für das Frühwerk Max Liebermanns und die religiöse Malerei Fritz von Uhdes, zum anderen für viele Elendsdarstellungen aus Frankreich und Belgien, die "mit sentimentaler Verbrämung das proletarische Milieu, zumeist aber das Milieu der Deklassierten" schilderten.